# Trudovo
Trudovo (en serbe cyrillique : Трудово) est un village de Serbie situé dans la municipalité de Nova Varoš, district de Zlatibor. Au recensement de 2011, il comptait 78 habitants.

## Démographie
| 1948 | 1953 | 1961 | 1971 | 1981 | 1991 | 2002 | 2011 |
| ---- | ---- | ---- | ---- | ---- | ---- | ---- | ---- |
| 295  | 319  | 268  | 217  | 164  | 122  | 92   | 78   |

|  |